# Uopini
Uopini (IPA: /ˈwɔpini/) è una frazione del comune italiano di Monteriggioni, nella provincia di Siena, in Toscana.

## Geografia fisica
La frazione di Uopini è situata nella parte sud-orientale del territorio comunale di Monteriggioni, su di una collina a 352 metri d'altitudine, al confine con il comune di Siena, città della quale costituisce area periferica in continuità urbana con la stessa. Il territorio di Uopini è caratterizzato dalla presenza del fosso Ruota, corso d'acqua lungo 5 km tributario dello Staggia.
Uopini confina a nord con Badesse, a est con Belverde, a sud con la città di Siena, e ad ovest con Tognazza. Dista inoltre 11 km dal capoluogo comunale di Monteriggioni.

## Storia
Il toponimo Uopini proviene da Duo Pini, dalla presenza di due pini che si trovavano davanti alla chiesa dei Santi Erasmo e Marcellino, documentata nell'XI secolo presso l'antica via Francigena. Dopo la sconfitta senese nella guerra di Siena nel 1555, il borgo entrò a far parte del Granducato di Toscana e venne inserito nel comune delle Masse del Terzo di Camollia. Con la riforma territoriale di Pietro Leopoldo del 2 giugno 1777, Uopini fu unito alla Massa del Terzo di Città, esistita fino all'occupazione napoleonica e poi ristabilita nel 1814. Nel 1869 fu unito a Siena, per poi passare nel comune di Monteriggioni.

## Monumenti e luoghi d'interesse
- Residenza Universitaria Peppino Impastato.
- Chiesa dei Santi Erasmo e Marcellino, chiesa parrocchiale della frazione, è documentata sin dall'XI secolo.[3] Il piccolo edificio presenta un impianto ad aula unica, con facciata a capanna e portale sormontato da un arco a tutto sesto che ne testimoniano l'origine romanica, con motivi decorativi a spirale e a treccia di provenienza lombarda.[4][5] Nei secoli la chiesa ha subito numerosi restauri: il primo documentato è quello del 1680, e se ne sono susseguiti altri nel 1803, nel 1861 e nel 1947.[3]

- Oratorio del Beato Giovanni Colombini, già chiesa di Santa Croce, si tratta di un piccolo oratorio che fu fatto costruire nel XVI secolo in memoria di Giovanni Colombini della Compagnia dei disciplinati, che qui aveva fondato uno spedale per i pellegrini.[5][6] Lo spedale fu abolito nel 1745 e la chiesa di Santa Croce fu trasformata in oratorio agli inizi del XIX secolo per volere del pittore Francesco Nenci.[6]

- Cimitero di Uopini

## Galleria d'immagini

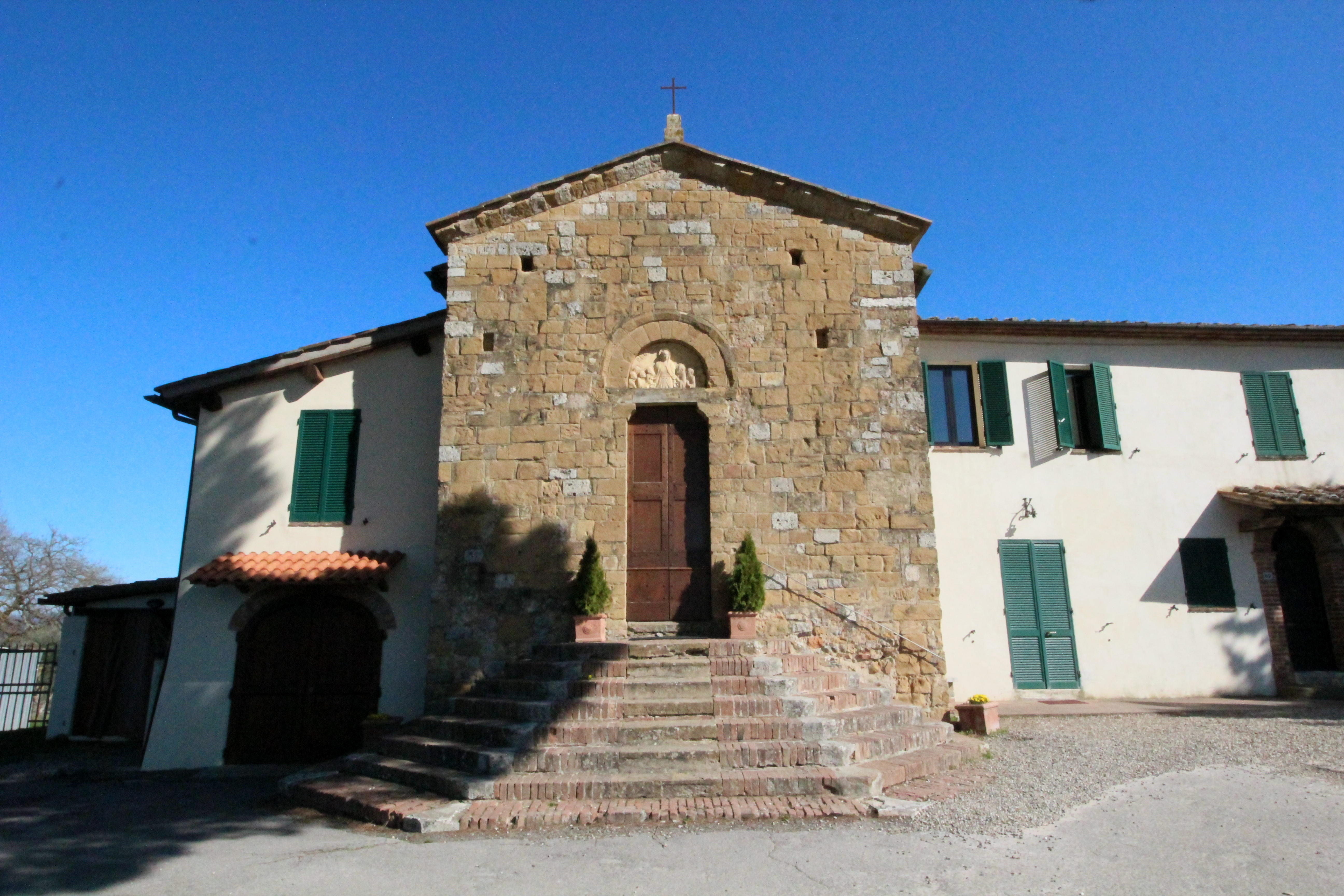
La chiesa dei Santi Erasmo e Marcellino
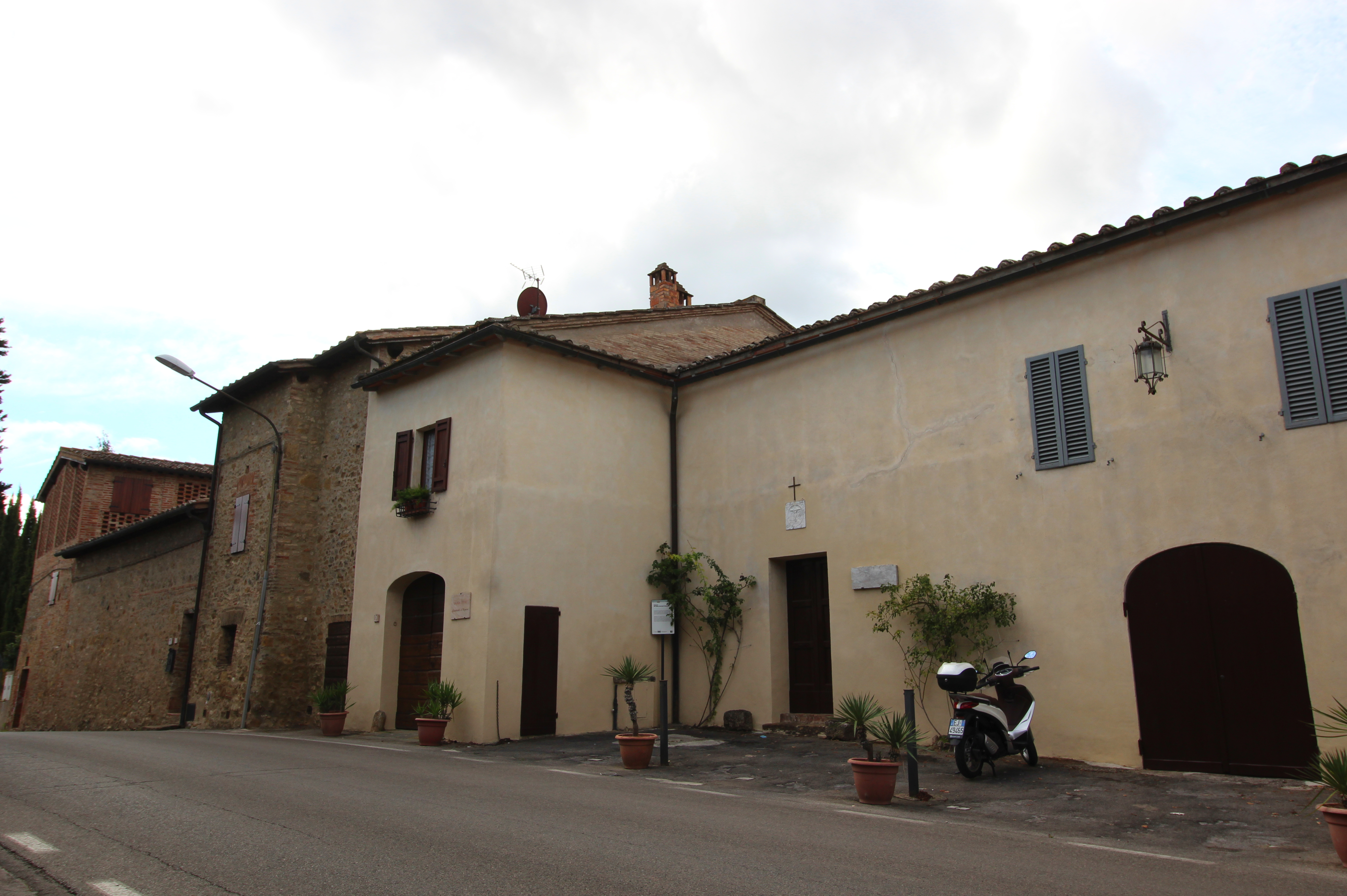
L'oratorio del Beato Giovanni Colombini
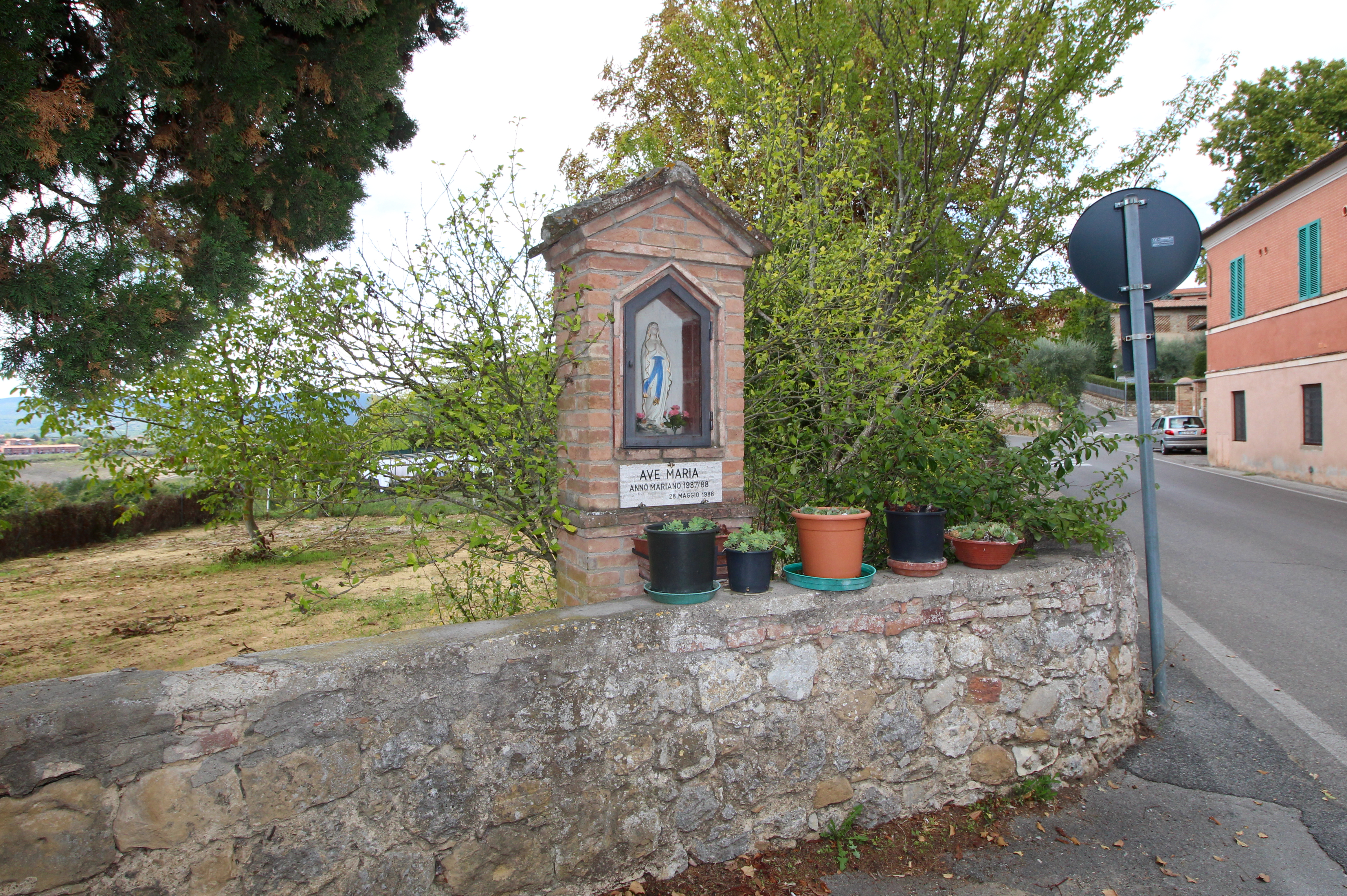
Il tabernacolo di Maria (1988)
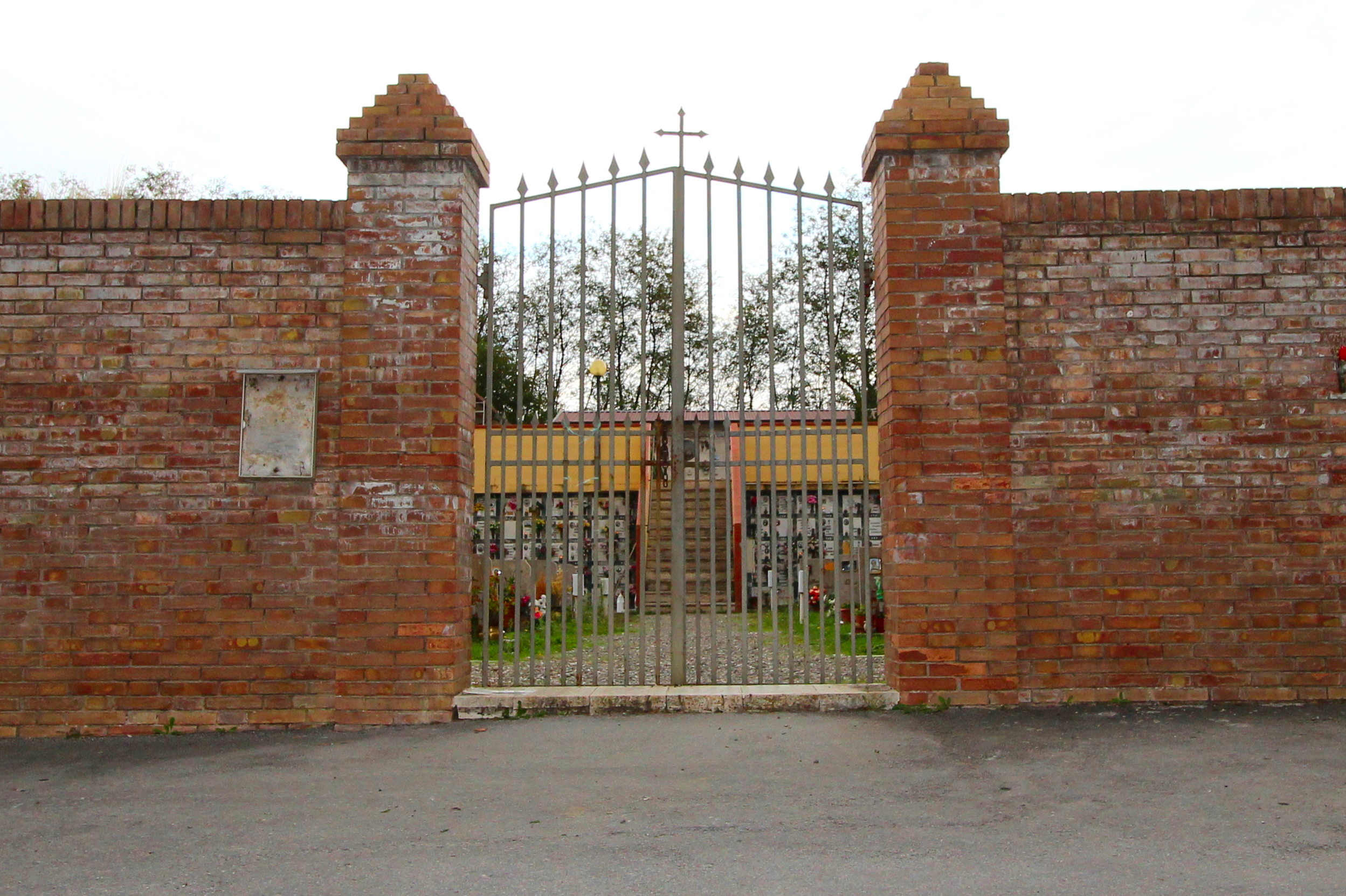
L'ingresso al cimitero di Uopini